# Liste der Wassertürme in Bremerhaven
Die Liste der Wassertürme in Bremerhaven zählt die der Wasserversorgung dienenden Türme in Bremerhaven auf. Der älteste Turm wurde bereits 1915 abgerissen. Alle anderen Türme haben ihre Funktion als Wasserspeicher verloren, unterliegen aber mit einer Ausnahme dem Denkmalschutz.
Anmerkungen: Die Tabellenspalten sind sortierbar, dazu dienen die Symbole bei den Spaltenüberschriften. In der Ausgangsansicht sind die Wassertürme nach Name des Ortes (aufsteigend) sortiert.

| Bauwerk/Standort                                  | Adresse/Koordinaten        | Baujahr | Höhe in m | Behälter- volumen in m³ | Bemerkungen                                          | Bild |
| ------------------------------------------------- | -------------------------- | ------- | --------- | ----------------------- | ---------------------------------------------------- | ---- |
| Wasserturm Geestemünde                            | An der Mühle 33 (Lage)     | 1891    | 37,9      | 500                     | außer Betrieb Denkmalschutz                          |      |
| Wasserturm des Werks II der Geestemünder Eiswerke | Herwigstraße 24            | 1913    |           |                         | abgerissen (vor 1956)                                |      |
| Wasserturm Eits (Lehe)                            | Hafenstraße                | 1838    | 15        |                         | 1915 abgerissen                                      |      |
| Wasserturm Bremerhaven-Lehe (Hafenstraße)         | Hafenstraße (Lage)         | 1853    | 38        | 600                     | Schwoonscher Wasserturm, außer Betrieb Denkmalschutz |      |
| Schlachthof Lehe                                  | Schlachthofstraße (Lage)   | 1911    | 15        |                         | außer Betrieb                                        |      |
| Lehe (Langener Landstraße)                        | Langener Landstraße (Lage) | 1886    | 36,8      | 650                     | außer Betrieb Denkmalschutz                          |      |
| Wohnwasserturm Wulsdorf                           | Am Wohnwasserturm (Lage)   | 1927    | 33,7      | 1500                    | außer Betrieb Denkmalschutz                          |      |